# 島根県道181号七類雲津長浜線
島根県道181号七類雲津長浜線（しまねけんどう181ごう しちるいくもづながはません）は、島根県松江市を通る一般県道である。

## 概要
松江市美保関町七類から松江市美保関町福浦に至る。

### 路線データ
- 起点：松江市美保関町七類（国道485号交点）
- 終点：松江市美保関町福浦（鳥取県道・島根県道2号境美保関線交点）
- 通行不能区間：松江市美保関町七類（起点） - 松江市美保関町雲津間の大部分（松江市美保関町諸喰にわずかだが通行可能区間がある）

## 歴史
- 1959年（昭和34年）8月7日 - 島根県告示第626号により認定される。
- 1972年（昭和47年）頃 - 現行の県道番号に変更される。
- 2005年（平成17年）3月31日 - 松江市と東出雲町（現：松江市）を除く八束郡の全町村が対等合併して改めて松江市が設置されたことにより、本路線は全部分が松江市内を通る路線になる。

## 路線状況
認定からすでに半世紀近くが経過しているが、大部分が島根半島北岸の険しい地形に阻まれて未開通のままに置かれている。近年、本路線に並行して林道美保関線が建設されているが、本路線に移行するかどうかや美保関灯台のある地蔵崎（島根半島東端）まできちんと建設されるかどうかは不透明である。

## 地理

### 通過する自治体
- 島根県
  - 松江市

### 交差する道路
| 交差する道路                             | 交差する場所 | 交差する場所 |
| ---------------------------------------- | ------------ | ------------ |
| 国道485号 島根県道152号松江七類港線 重複 | 美保関町七類 | 起点         |
| 通行不能区間                             |              |              |
| 鳥取県道・島根県道2号境美保関線          | 美保関町福浦 | 終点         |

### 沿線
- 七類港 - 隠岐へのフェリーボートが発着する港。
- メテオプラザ - フェリーターミナルと併設。1992年（平成4年）に八束郡美保関町（現・松江市）に落下してきた隕石を展示している。
- 美保の北浦

### 峠
- 長浜峠（松江市美保関町雲津）